# Farzana Aslam
Farzana Aslam (née à Wah Cantt (en) au Pakistan) est une physicienne et astronome d'origine pakistanaise. Elle enseigne les mathématiques, la physique et l'astronomie à l'université de Coventry, où elle est également subject coordinator.
Farzana Aslam est reconnue pour s'être exprimée sur la place des femmes en sciences, notamment concernant les femmes pakistanaises qui, selon elle, sont aptes à contribuer à tous les aspects économiques de leur société, tout en maintenant les valeurs de l'islam, et que cela pourrait contribuer à bâtir une société plus forte et plus saine.

## Jeunesse et formation
Farzana Aslan naît à Wah Cantt, au Pakistan. Elle y fréquente le Wah Cantt Engineering College (en). Elle fréquente ensuite l'université du Pendjab, où elle obtient un baccalauréat universitaire ès sciences en physique. Aslan déménage alors à Islamabad, où elle fréquente l'université Quaid-i-Azam. Elle y complète une maîtrise en physique. Elle retourne un temps à l'université du Pendjab pour y enseigner la physique.
Farazan déménage ensuite au Royaume-Uni pour entamer des études à l'université de Manchester. En 2005, elle obtient un PhD en physique et en astronomie de l'école de physique et d'astronomie de l'université de Manchester. La même année, elle rejoint le Photon Physics Group de la même école, où elle s'est spécialisée dans la two-photon physics (en) et la photonique,.

## Carrière
Aslam se spécialise dans l'étude des composés polymère-métal (en). Elle enseigne les mathématiques et la physique aux étudiants de l'université.
Elle s'implique dans le programme public de l'Ogden Teaching Fellowship, visant à sensibiliser à la science et à l'ingénierie des enfants des écoles publiques britanniques en les mettant en contact avec des scientifiques actifs. En raison de son implication, Aslam reçoit un prix lors de la conférence Photon 04 tenue du 5 au 9 septembre 2004 à Glasgow par l'Institute of Physics.

## Publications
- (en) Farzana Aslam, David J. Binks, Steve Daniels, Nigel Pickett et Paul O'Brien, « Spectroscopic studies of nanoparticle-sensitised photorefractive polymers 17 », Journal of  Chemical Physics, vol. 316,‎ 2005, p. 17
- (en) « Photorefractive performance of a CdSe/ZnS core/shell  nanoparticle sensitised polymer », Journal of Chemical Physics, vol. 316,‎ 2005, p. 17
- (en) F. Aslam, J. Stevenson-Hill, David J. Binks, Steve Daniels, Nigel Pickett et Paul O’ Brien, « Effect of nanoparticle composition on the performance of photo refractive polymers », Chemical Physics, vol. 333,‎ 2007, p. 42